# Planète rebelle (roman)
Pour le livre-jeu, voir Défis fantastiques#Les livres.
Pour les articles homonymes, voir Planète rebelle.
Planète rebelle (titre original : Rogue Planet) est un roman de science-fiction de Greg Bear situé dans l'univers étendu de Star Wars. Publié aux États-Unis par Del Rey Books en 2000, puis traduit en français et publié par les éditions Presses de la Cité la même année,, il se déroule en l'an 29 av. BY soit entre les films Star Wars, épisode I : La Menace fantôme et Star Wars, épisode II : L'Attaque des clones.

## Résumé
Le Maître et l'apprenti...

Anakin Skywalker a douze ans. En lui la Force est immense, et Obi-Wan Kenobi, son maître depuis 3 ans, espère avoir trouvé en lui le héros annoncé par la légende, celui qui portera la Force à son point d'équilibre. Mais l'apprenti, rétif et incontrôlable comme tant d'anciens esclaves, doit d'abord trouver son point d'équilibre personnel.

Et voici qu'Anakin et Obi-Wan sont envoyés en mission sur la mystérieuse planète Zonama Sekot, dont toutes les productions, des astronefs les plus rapides aux tabourets les plus élémentaires, sont doués de vie. La planète entière vibre au rythme de la Force. Et des complots se trament dans l'ombre. Le manipulateur serait-il le chancelier Palpatine, toujours aussi avide de puissance ?

## Commentaires
Il fait partie des 28 livres Star Wars à avoir été publié en grand format par Presses de la Cité. Il existe également en poche chez Fleuve noir où il porte le numéro 43. 